# Saint-Léger-des-Aubées
Saint-Léger-des-Aubées é uma comuna francesa na região administrativa do Centro, no departamento Eure-et-Loir. Estende-se por uma área de 13,44 km². Em 2010 a comuna tinha 273 habitantes (densidade: 20,3 hab./km²).